# Acte de violence
Pour plus de détails, voir Fiche technique et Distribution.
Acte de violence (titre original : Act of Violence) est un film américain réalisé par Fred Zinnemann, sorti en 1948.

## Synopsis
Joe Parkson, revenu handicapé de la Seconde Guerre Mondiale, en tient pour responsable Frank Enley, ainsi que de la mort de plusieurs soldats qui voulaient s'enfuir d'un camp de prisonniers, Parkson étant lui-même le seul survivant, servant sous les ordres d'Enley, leur officier, qu'il compte bien abattre. Se refusant à faire appel à la police, car cela reviendrait à se dénoncer pour trahison, Enley se résout à monnayer les services d'individus peu recommandables afin de se débarrasser de Parkson.

## Fiche technique
- Titre : Acte de violence
- Titre original : Act of Violence
- Réalisation : Fred Zinnemann
- Scénario : Robert L. Richards d'après une histoire de Collier Young (en)
- Producteur : William H. Wright
- Société de production : MGM
- Directeur musical : André Previn
- Musique : Bronislau Kaper
- Photographie : Robert Surtees
- Montage : Conrad A. Nervig
- Direction artistique : Cedric Gibbons et Hans Peters
- Costumes : Helen Rose
- Pays d'origine :  États-Unis
- Langue originale : anglais, allemand
- Genre : noir et blanc – 35 mm – 1,37:1 – mono (Western Electric Sound System)
- Genre : film noir
- Durée : 82 minutes
- Date de sortie :
  -  États-Unis : 21 décembre 1948
  -  France : 29 mars 1950

## Distribution
- Robert Ryan : Joe Parkson
- Van Heflin : Frank R. Enley
- Janet Leigh : Edith Enley, l'épouse de Frank
- Phyllis Thaxter : Ann Sturges, l'amie de Joe
- Mary Astor : Pat
- Berry Kroeger : Johnny
- Taylor Holmes : Gavery, l'avocat
- Harry Antrim : Fred Finney
- Connie Gilchrist : Martha Finney
- Will Wright : Pop, le loueur de bateaux à Redwood Lake
- Don Haggerty (non crédité) : un policier
- Richard Simmons (non crédité) : un vétéran

## Distinctions
Le film a été présenté en sélection officielle en compétition au Festival de Cannes 1949.